# Huize te Nitterveld
Huize te Nitterveld is gelegen in de Belgische plaats Ronse.

Het landhuis werd opgericht tussen 1898 en 1903, naar ontwerp van de Brusselse architect Albert Dumont. Bouwheer was Camille Ameye. Het is gewaardeerd als monument.